# Cometa Hale-Bopp
Cometa Hale-Bopp, alte denumiri: C/1995 O1; Marea Cometă din 1997, a fost probabil cea mai observată cometă a secolului al XX-lea și una dintre cele mai strălucitoare din ultimele decenii. A putut fi observată cu ochiul liber pentru o perioadă record de 18 luni, de două ori mai mult decât Marea cometă din 1811.
Hale-Bopp a fost descoperită la 23 iulie 1995, la o foarte mare distanță de Soare, făcând să se nască speranțe că va deveni mult mai strălucitoare  apropiindu-se de Soare și de Pământ. Deși previziunea strălucirii cometelor este o artă dificilă, Hale-Bopp a satisfăcut sau depășit prezicerile la trecerea ei la periheliu, la 1 aprilie 1997. De aceea i se cuvine renumele de „Marea cometă din 1997”.
Trecerea cometei Hale-Bopp a fost remarcabilă și prin panica apărută. Se răspândeau zvonuri care pretindeau că va fi urmată de o navă spațială extraterestră, iar aceste zvonuri au inspirat o sinucidere colectivă a sectanților din Heaven's Gate.